# 39854 Gabriopiola
39854 Gabriopiola este un asteroid din centura principală de asteroizi.

## Descriere
39854 Gabriopiola este un asteroid din centura principală de asteroizi. A fost descoperit pe 20 februarie 1998 la Observatorul San Vittore din Bologna. Asteroidul prezintă o orbită caracterizată de o semiaxă mare de 2,32 ua, o excentricitate de 0,04 și o înclinație de 5,2° în raport cu ecliptica.